# Publio Nigidio Figulo
Publio Nigidio Figulo (in latino Publius Nigidius Figulus; Roma, 98 a.C. circa – 45 a.C.) è stato un filosofo, grammatico e astrologo romano.

## Biografia
Nato in una famiglia plebea, si suppone che il cognomen Figulus («vasaio») derivi dalla sua dimostrazione della rotazione della Terra su se stessa (similmente alla ruota dei vasai); in uno scolio alla Farsaglia di Lucano è riferito che Nigidio ebbe il soprannome di «Figulo» («vasaio») perché «regressus a Graecia dixit se didicisse orbem ad celeritatem rotae figuli torqueri» («ritornato dalla Grecia disse che aveva imparato che la Terra gira con la rapidità del tornio del vasaio»).
Fu forse tribuno della plebe nel 59 a.C. e pretore nel 58 a.C. Fu amico di Marco Tullio Cicerone, che narra di una legazione di Nigidio in Asia Minore nel 52 a.C. Durante la guerra civile tra Cesare e Pompeo, si schierò in favore di quest'ultimo. Costretto all'esilio da Gaio Giulio Cesare nel 46 a.C., si appellò contro il provvedimento col patrocinio di Cicerone. Nigidio morì pochi mesi dopo, nel 45 a.C. (come ricorda Svetonio).

## Opere
Nigidio Figulo è ricordato come esponente dell'eclettismo erudito di origine alessandrina, alla maniera di Marco Terenzio Varrone: due secoli dopo la sua morte, Aulo Gellio arriverà ad accostarlo proprio a Varrone, considerando entrambi i maggiori eruditi della loro epoca.
In più, la sua figura ha rilievo per la ripresa (che egli avrebbe promosso a Roma) di elementi delle dottrine pitagoriche confluiti nel movimento orfico organizzato in comunità, con rilevanti motivi magico-astrologici di origine orientale: come tale, è citato da Svetonio, che lo chiama Pythagoricus et magus. A tal proposito, Nigidio Figulo è citato da Apuleio nell'Apologia e da Agostino d'Ippona nel De civitate Dei:
(Apuleio, Apologia, 42.)
(Agostino d'Ippona, De civitate Dei, V, 3.)
Tutte le opere di Nigidio sono andate perdute, anche se, attraverso Seneca, Aulo Gellio, Servio e Macrobio si è comunque riusciti a risalire ai titoli e agli argomenti. A metà fra l'astronomia e la filosofia pitagorica sono il De exitis, il De auguria privata, il De somnis e il De diis. Di carattere naturalistico sono il De animalibus, il De vento ed il De terris. I Commentarii gramatici sono invece un trattato di grammatica e il De gestu un saggio sulla gestualità dell'oratore.